# Hebe anomala
Hebe anomala é uma espécie de planta do gênero Hebe.